# Dalibor Svrčina
Dalibor Svrčina (Ostrava, 2 de octubre de 2002) es un tenista profesional checo.

## Carrera profesional
Su mejor ranking en individuales fue la posición N°167 el 18 de julio de 2022.
En enero de 2023, Svrčina se clasificó para el Abierto de Australia 2023 para debutar en un Grand Slam. Derrotó a Jaume Munar para su primera victoria en ATP y Grand Slam.
Hizo su debut en un cuadro principal en la ATP en el Torneo de Zhuhai 2023, donde derrotó al wildcard local Zhe Li, y perdería en segunda ronda ante el preclasificado #5 Tomás Martín Etcheverry en dos set.

## Títulos ATP Challenger (3; 3+0)

### Individuales (3)
| N.° | Fecha                 | Torneo   | Superficie    | Oponente en la final | Resultado   |
| --- | --------------------- | -------- | ------------- | -------------------- | ----------- |
| 1.  | 15 de agosto de 2021  | Praga    | Tierra batida | Dmitry Popko         | 7-5, 6-0    |
| 2.  | 23 de febrero de 2025 | Pune     | Dura          | Brandon Holt         | 7-6(3), 6-1 |
| 2.  | 6 de abril de 2025    | Barletta | Tierra batida | Vitaliy Sachko       | 7-5, 6-3    |